# Васькино (Міжріченський район)
Ва́ськино (рос. Васькино) — присілок у складі Міжріченського району Вологодської області, Росія. Входить до складу Сухонського сільського поселення.

## Населення
Населення — 15 осіб (2010; 15 у 2002).
Національний склад (станом на 2002 рік):
- росіяни — 100 %